# HMS Victory
HMS Victory je (bilo) ime več vojaških plovil Kraljeve vojne mornarice:
- HMS Victory (1569)
- HMS Victory (1620)
- HMS Victory (1737)
- HMS Victory (1764)
- HMS Victory (1765)